# Štefan Barnáš
Štefan Barnáš (19. ledna 1900 Slovenská Ves – 19. dubna 1964 Pezinok) byl tajně vysvěcený slovenský římskokatolický biskup, novotomistický filozof, publicista, profesor teologie a filozofie, pomocný spišský biskup.
Počátkem 50. let byl za údajnou velezradu a vyzvědačství odsouzen k 15 letům odnětí svobody. Ze zdravotních důvodů mu byl po deseti letech umožněn pobyt mimo vězení, zůstal však pod policejním dozorem.

## Život
Narodil se v rolnické rodině ve Slovenské Vsi v okrese Kežmarok. Studoval na gymnáziích v Podolínci, Rožňavě a odmaturoval v Košicích v roce 1919. Teologii začal studovat v roce 1920 v bohosloveckém semináři v Spišské Kapitule a v letech 1921–1925 na teologické fakultě v Praze spolu s Františkem Skyčákem ml. Po vojenské službě a svěcení 29. června 1925 byl kaplanem v Námestově a od roku 1927 administrátorem farnosti v Liptovských Revúcach, kde se pod vlivem Andreje Hlinky politicky angažoval a vstoupil do Hlinkovy slovenské lidové strany. Po dosažení doktorátu teologie roku 1933 působil na Vysoké škole bohoslovecké ve Spišské Kapitule jako profesor dogmatické a fundamentální teologie, hebrejského jazyka a biblické archeologie; byl i prefektem semináře. Od roku 1937 byl vicerektorem a od roku 1945 rektorem semináře.
V polovině října 1949 Barnáš převzal na internunciatuře v Praze dekret papeže Pia XII. z 25. října 1949, kterým byl jmenován pomocným biskupem ve spišské diecézi bez práva nástupnictví. Biskupské svěcení přijal 5. listopadu 1949 z rukou spišského biskupa Jána Vojtaššáka a pomocného biskupa Martina Khebericha. Svěcení se konala v úzkém kruhu kolegů, rodiny a pracovníků biskupského úřadu. Vzhledem k tomu, že státní úřady nedaly souhlas k vysvěcení, je považováno za první tajné biskupské svěcení na Slovensku. Štefan Barnáš si za své heslo zvolil větu Ut intelligam corde (Abych porozuměl srdcem).

### Odsouzení
V červenci 1950 byl Barnáš zajištěn přímo v biskupské rezidenci a internován v soustřeďovacím táboře v obci Močenok. V roce 1951 byl odsouzen v Bratislavě za údajnou velezradu a vyzvědačství na 15 let vězení. Deset let byl vězněn v Ilavě, Ružomberku, na Mírově či v Leopoldově.
Po amnestii v roce 1960 mu byl ze zdravotních důvodů umožněn pobyt v kněžském domově v Pezinku, kde však byl nadále pod policejním dozorem. Zemřel 19. dubna 1964, pohřben byl ve svém rodišti ve Slovenské Vsi.

## Dílo (výběr)
Během svého života, hlavně v období do roku 1948, hojně přispíval filozofickými, teologickými a náboženskými články a studiemi, někdy i pod pseudonymem dr. Spišský, do těchto časopisů: Duchovní pastýř, Filozofický sborník, Katolické noviny, Kultura, Nová práce, Obroda, Slovák, Slovenské pohledy, Směr, Svatá rodina (redaktor), Světlo, Svoradov, Verbum.

### Filozofické práce
- Náš vzorec životného diania. In: Svoradov, 1938, č. 4, s. 10–12.
- Filozofia v modernej protestantskej teológii. Dialektická teológia (monografia), 1938.
- Kresťanské bytie a nebytie. In: Kultúra, 1942, č. 1, s. 9–13.
- Niektoré črty modernej filozofie. In: Filozofický sborník, 1942, č. 4, s. 209–221.
- Ešte k otázke kresťanskej filozofie. In: Kultúra, 1944, č. 2, s. 70–75.
- Pravda a omyl individualizmu. In: Obroda, 1944, č. 8, s. 361–365.
- Zmysel našich čias. In: Nová práca, 1946, č. 7, s. 100–101.
- Obrana hĺbavého myslenia. In: Verbum, 1947, č. 2, s. 29–31.
- Duchovná kultúra. In: Verbum, 1947, č. 3–4, s. 101–107.

### Sociálně-filozofické a sociálně-teologické práce
- Boj – ale nie triedny. In: Svoradov, 1935/1936, č. 5–6, s. 20–23.
- Prof. Dr. Spišský): Salónny sociálkomunizmus. In: Soradov, 1937, č. 4–5.
- (Dr. Spišský): Červení legionári. In: Svätá rodina, 1939, č. 2, s. 76–78.
- (Prof. Dr. Spišský): Vážne slovo k oltárnym bratom. In: Duchovný pastier, 1938, č. 4, s. 99. – 113.
- O posilnenie prirodzených základov rodiny. In: Kultúra, 1942, č. 11, s. 470–474.
- Cirkev a pospolitná myšlienka štátna a medzinárodná. In: Verbum, 1946, č. 6–7.
- (rec): Rudolf Koštial: Kresťanstvo a sociálna otázka, 1946. In: Verbum, 1947, č. 9, s. 562–565.

### Náboženské, nábožensko-výchovné a teologické práce
- Metafyzika apoštolovania. In: Svoradov, 1937, č. 7.
- „Odkaz mŕtvych“ a myšlienka tolerancie. In: Kultúra, 1942, č. 5, s. 208–213.
- Nakoľko poslúži kérygmatická teológia kazateľskému rečníctvu. In: Duchovný pastier, 1942, č. 10, s. 929–930.
- Čoho treba dbať pri formovaní katolíckeho charakteru. In: Duchovný pastier, 1943, č. 7–8, s. 609–614.
- Nové slovenské cirkevné dejiny. (K diskusii o diele J. Špirku: Cirkevné dejiny). In: Obroda, 1943/1944, č. 8, s. 361–364.
- Človek a jeho bolesť. In: Smer, 1944, č. 1.
- „Moderný svet“ sa blíži k Cirkvi. In: Kultúra, 1944, č. 4, s. 255–256.
- Kňaz – druhý Kristus. In: Kráľovná mája, 1946, č. 12, s. 140–141.
- Slovenský preklad Nového zákona. In: Verbum, 1947, č. 8, s. 409–414.